# Limnaecia phragmitella
Limnaecia phragmitella (tên tiếng Anh: Shy Cosmet Moth) là một loài bướm đêm thuộc họ Cosmopterigidae. Nó được tìm thấy ở khắp châu Âu, cũng như châu Á, Úc và New Zealand. Nó cũng có mặt ở Bắc Mỹ, phân bố từ Nova Scotia tới Virginia, phía tây đến Oklahoma và phía bắc đến Ontario.
Con bướm trưởng thành dài 15–22 mm. Con trưởng thành bay vào tháng 7 ở miền tây châu Âu  và từ tháng 6 đến tháng 8 ở Bắc Mỹ.
Ấu trùng ăn bên trong đầu hạt các loài Typha, bao gồm Typha angustifolia và Typha latifolia.